# Соколов, Николай Васильевич (химик)
Николай Васильевич Соколов (1841—1915) — русский химик, профессор Императорской медико-хирургической академии.

## Биография
Окончил курс Медико-хирургической академии. Степень доктора медицины получил в 1868 году. 
В 1870 году был избран конференцией академии адъюнкт-профессором по кафедре химии, а в 1884 году — ординарным профессором той же кафедры.
По выслуге 25 лет, в 1892 году вышел в отставку, оставаясь на службе академии в качестве приват-доцента. 
В 1895 году утверждён в звании заслуженного профессора и в том же году избран заведующим лабораторией Императорского русского технического общества.
Печатные труды Соколова Николая Васильевича по специальным вопросам органической химии, газометрии, исследованию отечественных вод, руд, каменных углей и по калориметрии помещены в «Журнале Русского Физико-Химического Общества», «Бюллетенях Академии Наук» и «Записках Императорского Русского Технического Общества».

## Источник
- Соколов, Николай Васильевич // Энциклопедический словарь Брокгауза и Ефрона : в 86 т. (82 т. и 4 доп.). — СПб., 1890—1907.